# Fénice de Colofón
Fénice de Colofón (en griego Φοίνιξ ὁ Κολοφωναῖος) fue un poeta de la Antigua Grecia del siglo III a. C. autor de coliambos o yambos cojos.
Se discute si es un autor de pensamiento cínico o estoico. Se han conservado seis yambos: «Yambo primero de Nínive», «Yambo segundo de Nínive», «Contra el mal uso de la riqueza», «La canción de la corneja», «A Tales de Mileto» y «Un avaro».